# جون نيلسون (لاعب كرة قدم أمريكي)
جون نيلسون (بالإنجليزية: John Nelson)‏ هو لاعب كرة قدم أمريكي في مركز الدفاع، ولد في 11 يوليو 1998 في مدينا في الولايات المتحدة. لعب مع نادي دالاس.

## وصلات خارجية
- جون نيلسون (لاعب كرة قدم أمريكي) على موقع الدوري الأمريكي (الإنجليزية)
- جون نيلسون (لاعب كرة قدم أمريكي) على موقع قاعدة بيانات كرة القدم.إي يو (الإنجليزية)
- جون نيلسون (لاعب كرة قدم أمريكي) على موقع Soccerway.com (الإنجليزية)